# Saab 900
La Saab 900 è un'autovettura prodotta dalla casa svedese Saab dal 1979 al 1998.
Oltre che nella versione Combi Coupé (3 e 5 porte) è stata prodotta anche in versione berlina (2 e 4 porte sedan) e cabriolet.
La prima serie della 900 è stata presentata nel 1979 in sostituzione della Saab 99 ed è oggi ricordata come Classic per differenziarla dalla seconda serie definita New Generation (NG). La 900 Classic è stata prodotta fino al 1993 (1994 la cabriolet) mentre la 900 New Generation è stata prodotta dal 1993 al 1998.

## Prima serieClassic
La prima serie della 900 è stata presentata nel 1979 in sostituzione della Saab 99. La 900, rispetto alla 99, ha il passo allungato di 5 cm (da 2,47 m a 2,52 m) ma gran parte della scocca e della meccanica sono in comune. 
Alla fine degli anni Settanta la 99 iniziava a mostrare i segni del tempo, i nuovi requisiti per superare i crash-test statunitensi e l’aggiunta della turbocompressione rendevano necessaria la riprogettazione della zona anteriore. La casa svedese, non disponendo delle risorse necessarie per progettare un'auto completamente nuova, scelse di rivedere profondamente la 99 mantenendo le caratteristiche distintive. La nuova vettura venne posizionata in un segmento superiore ottenendo un'auto più grande e lussuosa. Il progetto, codice X29 secondo la denominazione interna, venne diretto dal direttore tecnico Henrik Gustafsson e dal capo progettista Björn Envall.

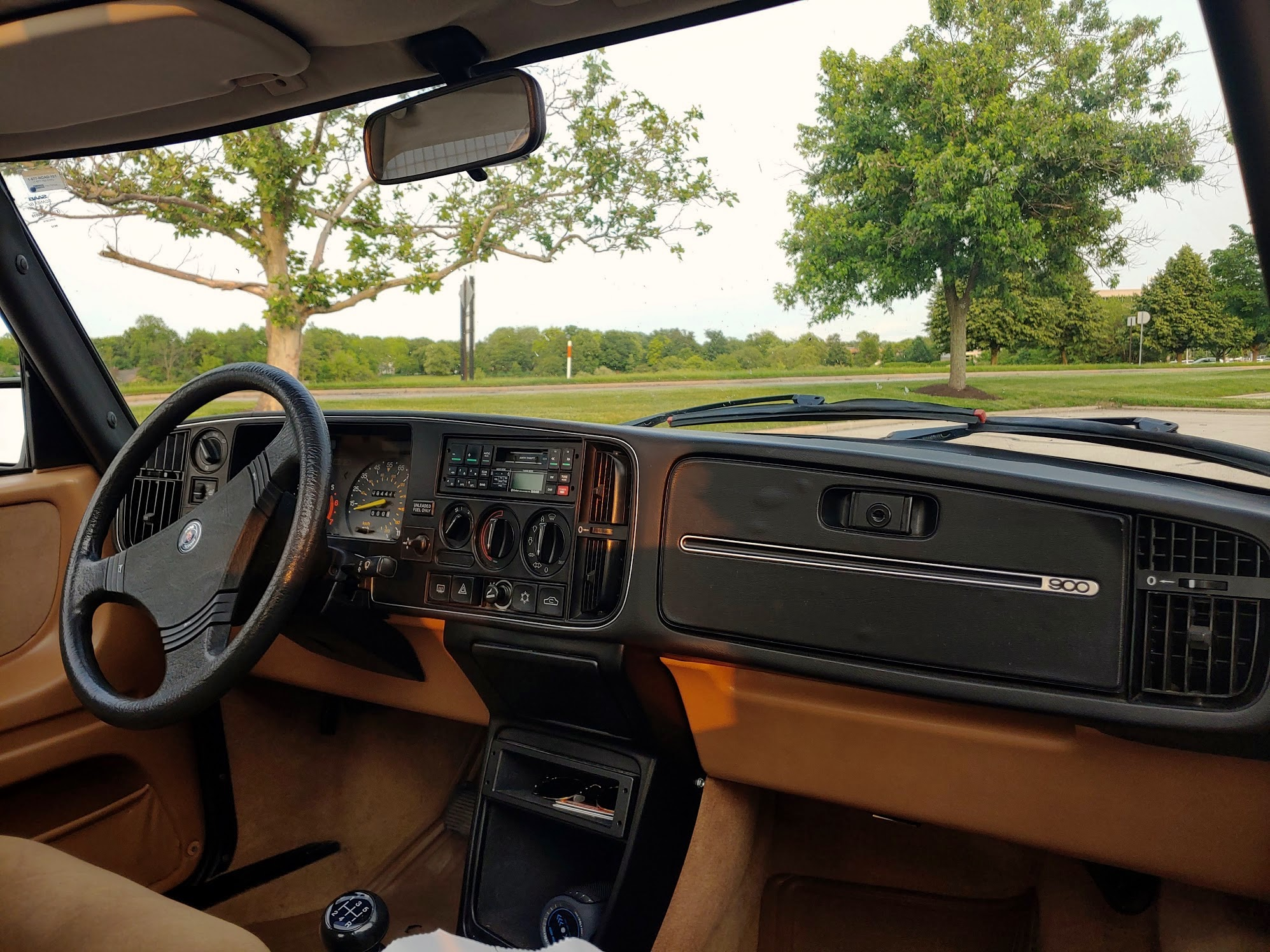
Volante e cruscotto

Il design della zona centrale e posteriore è sostanzialmente inalterato. Un elemento distintivo è il montante C che presenta il caratteristico design del Saab hockey stick. La zona anteriore viene profondamente aggiornata adottando modifiche alle sospensioni. 
Meccanicamente ricalca il progetto precedente: si tratta di una vettura a trazione anteriore con motore a quattro cilindri in linea longitudinale inclinato sulla destra di 45° di 1985 cm³ alimentato a benzina. Peculiare è lo schema della trasmissione con il cambio installato direttamente sotto al motore. Le sospensioni anteriori sono a ruote indipendenti (quadrilateri deformabili), quelle posteriori sono ad assale rigido con barra Panhard. L'impianto frenante è a doppio circuito diagonale con dischi anteriori e posteriori. I primi modelli erano privi di barre antirollio, queste vennero installate solo successivamente.

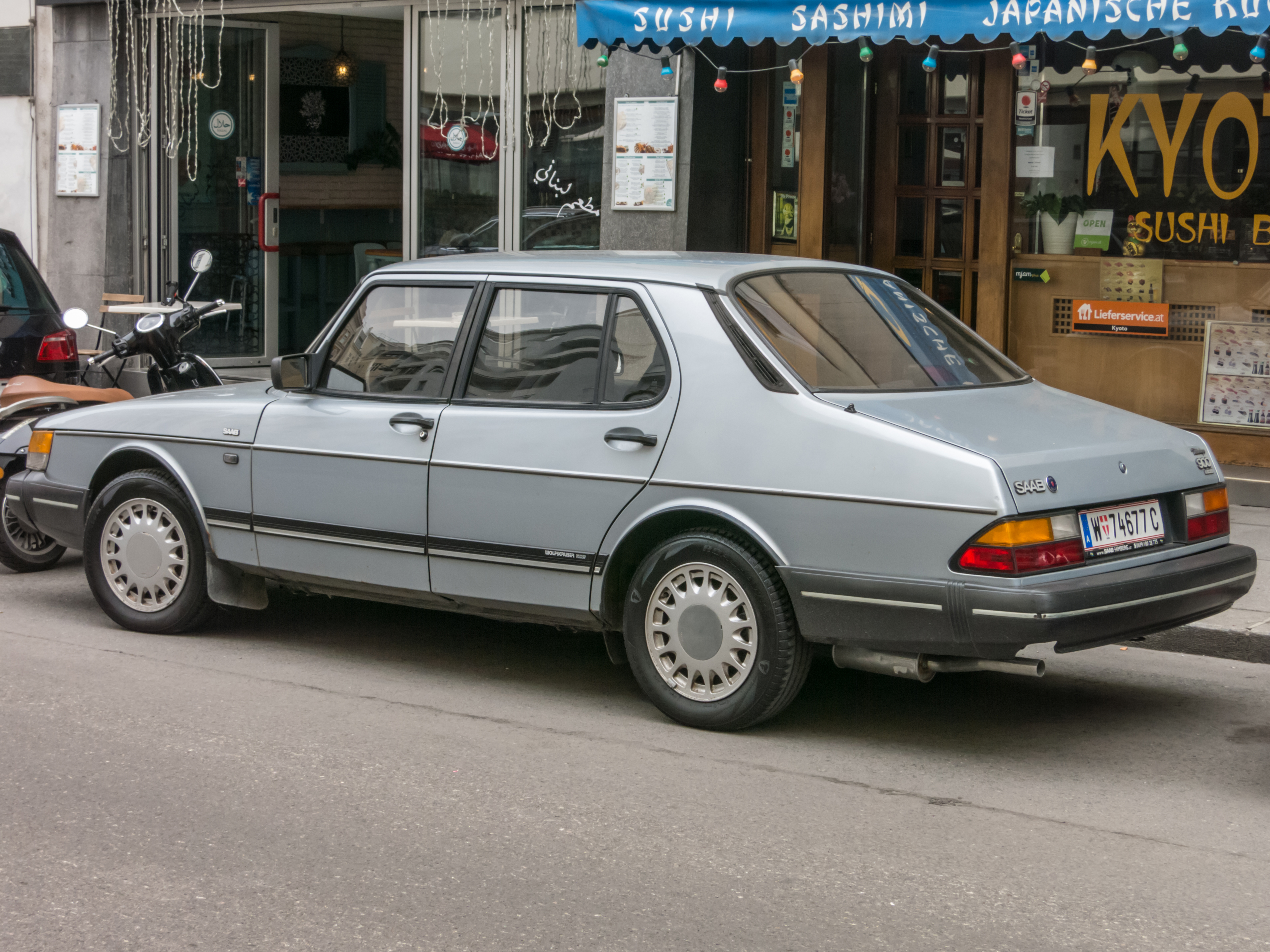
900 Sedan 4 porte

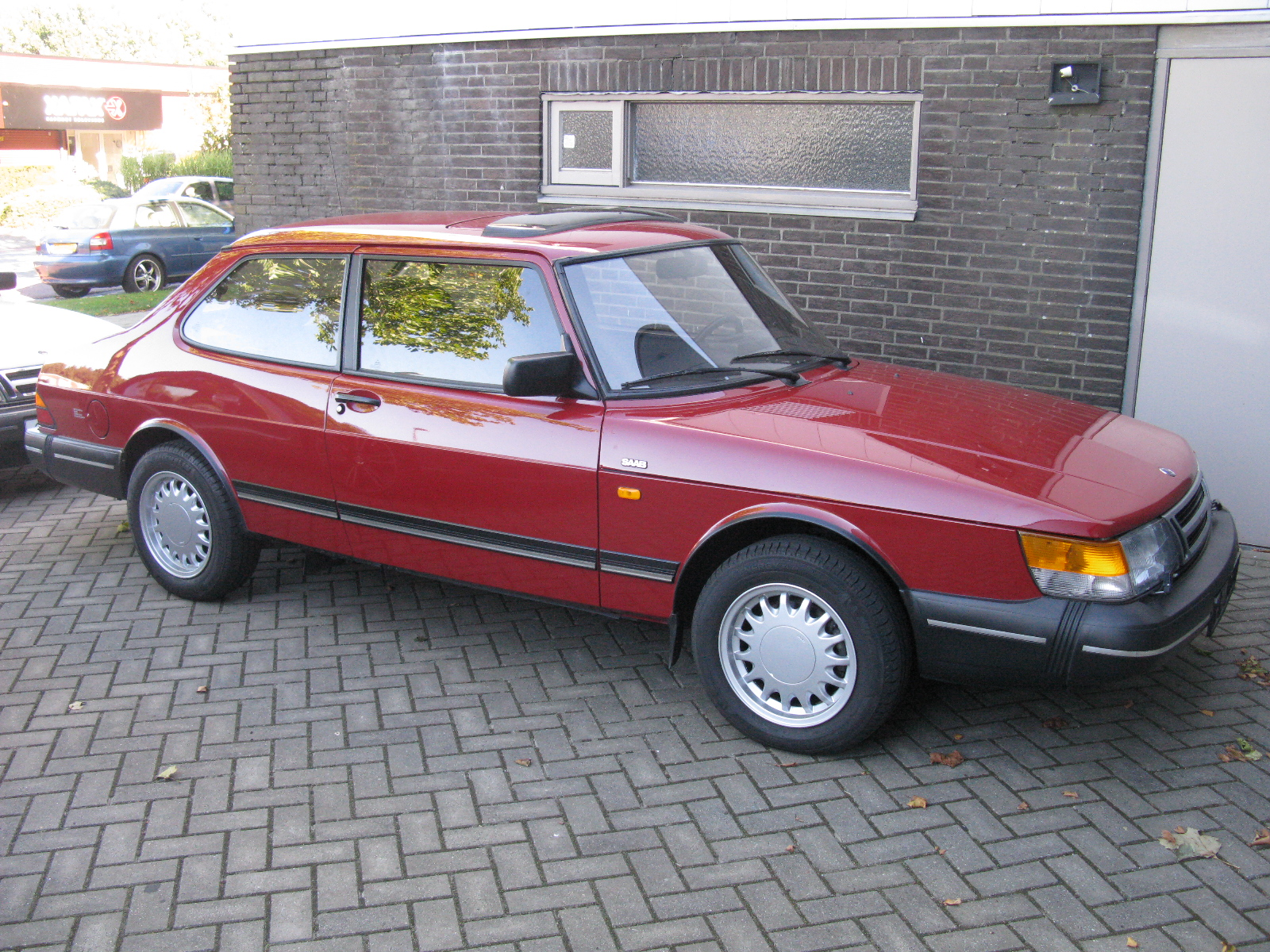
900 Sedan 2 porte

L’aumento dimensionale rispetto alla 99 si evince dall'aumento dello spazio interno insieme al nuovo cruscotto e all'ampio parabrezza ricurvo.Tutti i controlli e gli indicatori sono stati posizionati in base alla loro frequenza di utilizzo e / o importanza per ridurre al minimo le distrazioni del conducente. Permangono dettagli ed elementi caratteristici come il blocchetto di avviamento installato tra i sedili anteriori, i paraurti che tornano alla loro forma originale per impatti fino a 7 km/h o il riscaldamento del sedile del conducente. 
Alla presentazione nel 1979 era disponibile con carrozzeria 3 e 5 porte (entrambe Combi Coupé) e motore tipo "B": quattro cilindri in linea di 1985 cm³, monoalbero a camme in testa e due valvole per cilindro. La versione GL disponeva di un singolo carburatore e 100 cv, la versione GLs aveva doppio carburatore e 108 cv, la versione EMS/GLE (GLi) presentava iniezione meccanica e 118 cv mentre la versione turbo aveva iniezione meccanica oltre che turbocompressore e 145 cv. Il cambio era manuale a quattro marce o cambio automatico a tre marce. 
Nel 1981 viene introdotta la carrozzeria berlina a 4 porte (Sedan), il motore viene modificato nella camera di combustione (rapporto di compressione) e migliorato negli azionamenti degli accessori (spinterogeno, pompa acqua, pompa benzina) ed assume la denominazione tipo "H". Le versioni e i livelli di potenza rimangono invariate ma viene introdotto il cambio manuale a cinque marce. Vengono modificati numerosi dettagli come: console centrale, coperchio del vano portaoggetti, volanti, pomello del cambio, sedili e tessuti, rivestimenti portiere e bagagliaio, modanature e specchietti esterni.
Nel 1983 il motore turbo da 145 cv vede l'introduzione della gestione elettronica della pressione di sovralimentazione: APC system - Automatic Performance Control. Il rapporto di compressione geometrico passa da 7,2:1 a 8,5:1 con un miglioramento dei consumi dell'8%. Il sistema APC, tramite un sensore posto sulla testata, rileva la frequenza sonora del battito in testa (tipicamente con benzine sotto i 97 ottani) riducendo la pressione del turbo di quanto necessario. La 900 turbo APC può raggiungere i 200 km/h.

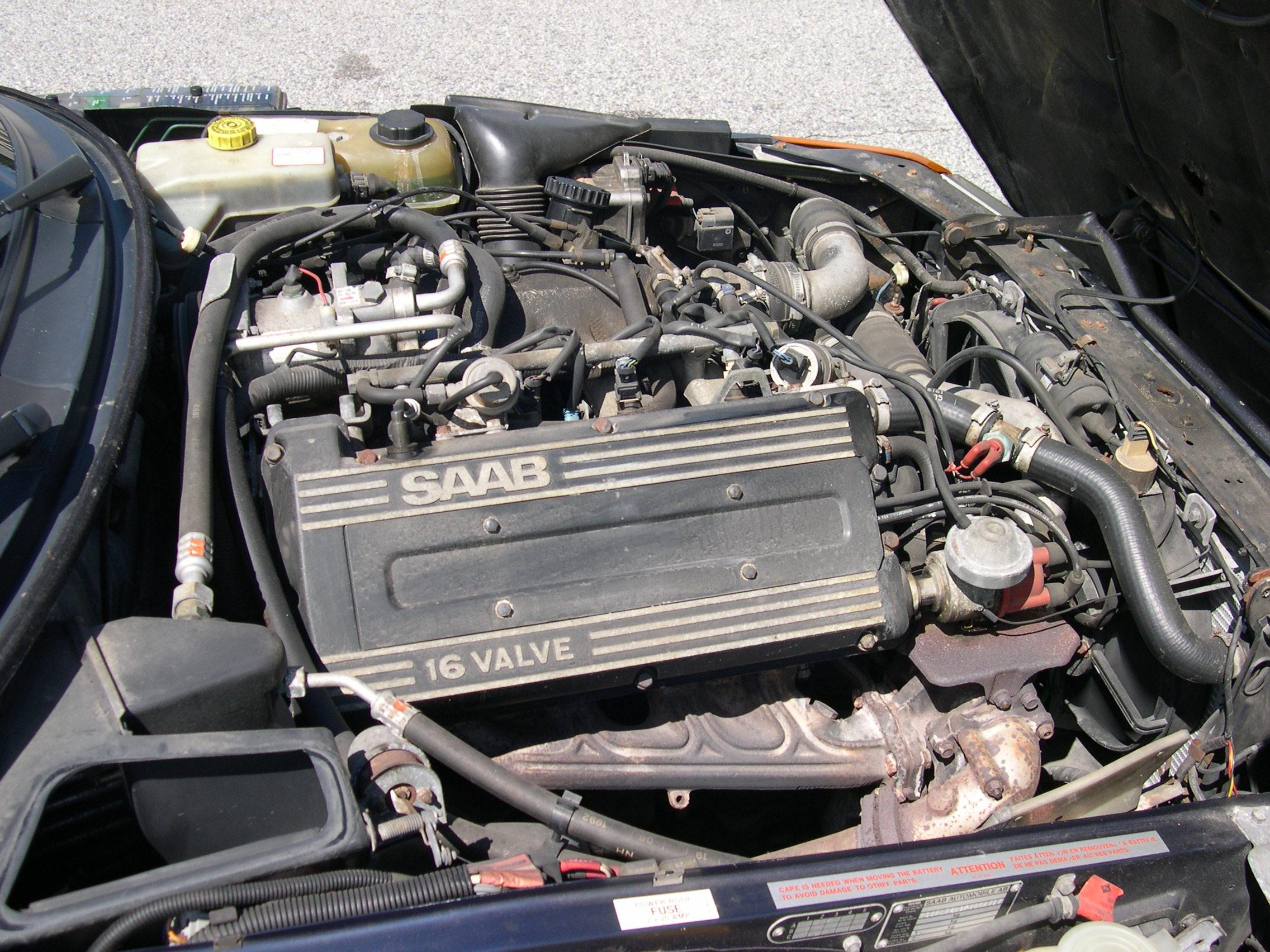
Propulsore turbo 16

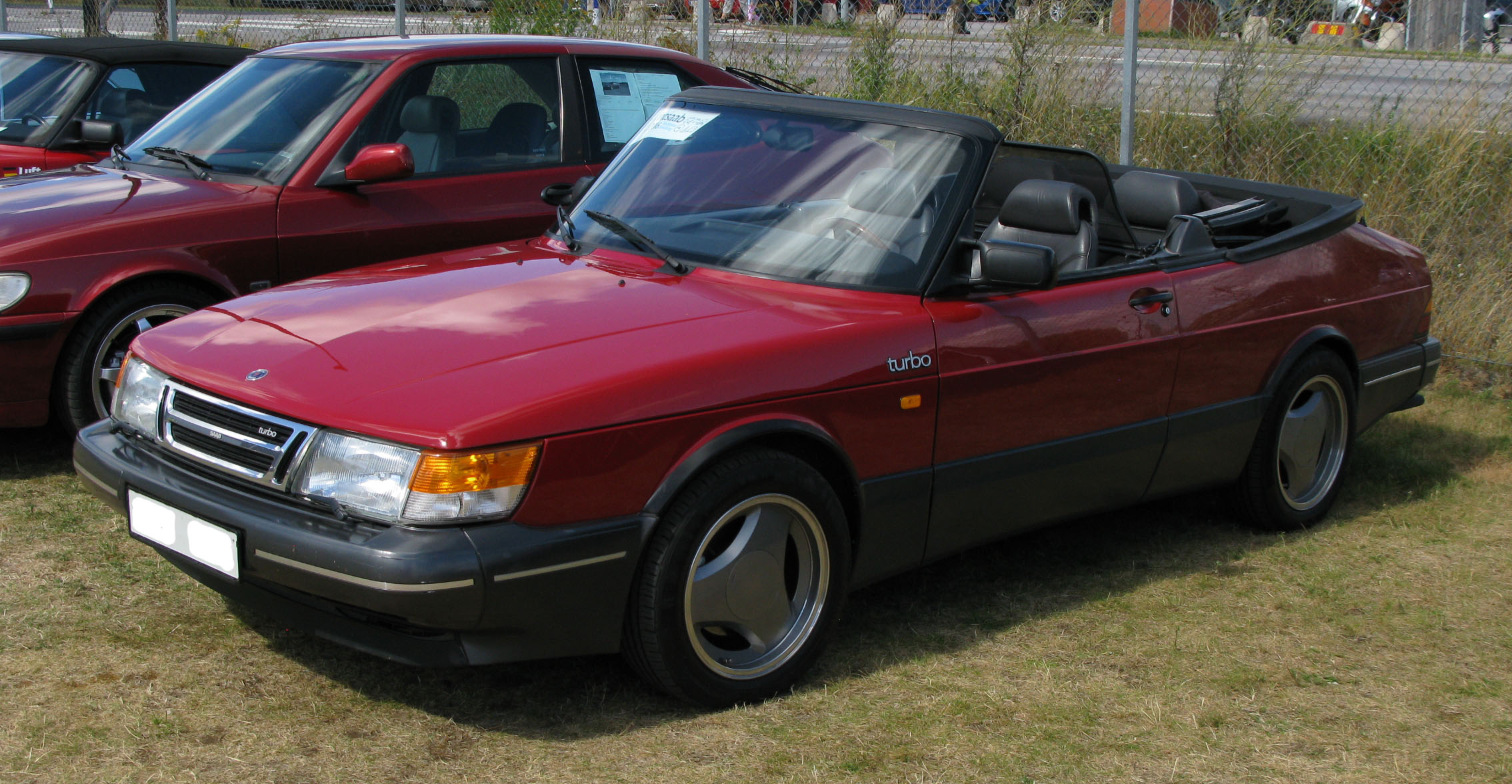
900 Cabriolet

Nell'aprile del 1984 viene presentata la 900 con carrozzeria berlina a 2 porte (Sedan), inizialmente era disponibile solo sulla 900i ad iniezione meccanica da 118 cv. Viene introdotto il motore turbo a quattro valvole per cilindro con intercooler, APC ed iniezione elettronica che sviluppa 175 cv a 5300 giri/min ed ha un rapporto di compressione di 9:1. Questo motore venne reso disponibile per la carrozzeria Combi Coupé (3 e 5 porte) e per la Sedan 4 porte; l'esclusiva versione Aero a 3 porte, con kit aerodinamico e cerchi a tre razze, supera i 210 km/h.
Dal 1985 tutte le versioni a iniezione si chiamano 900 i e per tutta la gamma inizia ad essere utilizzato l'emblema SAAB-SCANIA ed il grifone.
Nel 1986 la 900 turbo 8 valvole adotta l'intercooler con incremento da 145 a 155 cv sempre a 5000 giri/min. Questo motore viene reso disponibile anche per la carrozzeria berlina a 2 porte (Sedan) insieme a tutte le altre varianti.
Nel 1987 si ha un restyling, il frontale ora possiede un disegno più aerodinamico; in particolare vengono modificate la calandra anteriore, i fanali ed i paraurti (ora più avvolgenti). Inizia la commercializzazione della 900 Cabriolet che deriva dalla Sedan a 2 porte ed è dotata del motore turbo 16 valvole da 175 cv. La Cabriolet ha di serie l'aria condizionata e la capote ad azionamento elettrico. 
Nel 1988 viene introdotto il motore aspirato 16 valvole iniezione elettronica da 133 cv già utilizzato dal 1986 sulla 9000i. Termina la produzione del motore turbo 8 valvole. La gamma è ora composta da 900 c (carburatore - 100 cv), 900 i (iniezione meccanica - 118 cv), 900 i 16 (iniezione elettronica, 16 valvole - 133 cv), 900 i turbo 16 e Cabrio (iniezione elettronica, turbo, intercooler, 16 valvole - 175 cv).
Nel 1990 viene presentata la 900 EP (EcoPower) con motore 16 valvole e 145cv: offre un'elevata elasticità di marcia grazie a marce corte ed alla risposta immediata del piccolo turbocompressore; caratteristiche che consentono di raggiungere facilmente i 200 km/h. È dotata di catalizzatore a tre vie con sonda lambda ma non sono presenti intercooler ed APC.
Nel 1991 viene introdotto un nuovo motore 2.1 da 141cv destinato soprattutto al mercato statunitense (a causa delle normative fiscali di molti paesi europei che penalizzavano le cilindrate superiori ai due litri).

### Motorizzazioni
| Modello                 | Motore | Cilindrata (cm³) | Caratteristiche                                           | Potenza                 | Coppia (Nm) | Anni di produzione |
| 900 GL                  | B201   | 1985             | aspirato, carburatore singolo, 8 valvole                  | 74 kW (100 Cv)          | 162         | 1979-89            |
| 900 GLs                 | B201   | 1985             | aspirato, carburatore doppio, 8 valvole                   | 79 kW (108 Cv)          | 165         | 1979-84            |
| 900 i/GLi/GLE/EMS       | B201   | 1985             | aspirato, iniezione meccanica, 8 valvole                  | 87 kW (118 Cv)          | 167         | 1979-89            |
| 900 i turbo             | B201   | 1985             | turbo, iniezione meccanica, 8 valvole                     | 107 kW (145 Cv)         | 235         | 1979-83            |
| 900 i turbo             | B201   | 1985             | turbo, iniezione meccanica, APC, 8 valvole                | 107 kW (145 Cv)         | 235         | 1983-86            |
| 900 i turbo             | B201   | 1985             | turbo intercooled, iniezione meccanica, APC, 8 valvole    | 114 kW (155 Cv)         | 235         | 1986-89            |
| 900 i 16                | B202   | 1985             | aspirato, iniezione elettronica, 16 valvole               | 97 kW (133 Cv)          | 177         | 1988-93            |
| 900 i turbo 16 EcoPower | B202   | 1985             | turbo, iniezione elettronica, 16 valvole                  | 107 kW (145 Cv)         | 202         | 1990-93            |
| 900 i turbo 16          | B202   | 1985             | turbo intercooled, iniezione elettronica, APC, 16 valvole | 118-129 kW (160-175 Cv) | 255-273     | 1984-93            |
| 900 i turbo 16 S        | B202   | 1985             | turbo intercooled, iniezione elettronica, APC, 16 valvole | 136 kW (185 Cv)         | 273         | 1990-93            |
| 900 i 16                | B212   | 2119             | aspirato, iniezione elettronica, 16 valvole               | 104 kW (141 Cv)         | 230         | 1991-93            |

## Seconda serieNew generation
La seconda serie della 900 venne progettata sul pianale General Motors GM2900. Si differenzia a colpo d'occhio dalla prima serie per linee maggiormente arrotondate, senza perdere elementi di design distintivi come ad esempio il Saab hockey stick. È ricordata anche per essere il primo modello Saab presentato dopo l'acquisizione della maggioranza azionaria della casa svedese da parte di General Motors. Presentata nel 1993 ed in produzione fino al 1998, anno in cui, dopo aver ricevuto 1100 modifiche e migliorie è stata rinominata 9-3.
La 900 (New Generation) era disponibile in tre allestimenti: 900i (quattro cilindri aspirato), S (quattro cilindri aspirato e turbo), SE (quattro cilindri turbo o V6) indifferentemente con carrozzeria Combi Coupé (3 o 5 porte) e Cabriolet. Dopo aver effettuato il record del Breaking Endurance Test nel 1996 presso il Talladega Superspeedway (Alabama, Stati Uniti), solo per gli anni 1997 e 1998 fu disponibile la versione 900 Talladega.

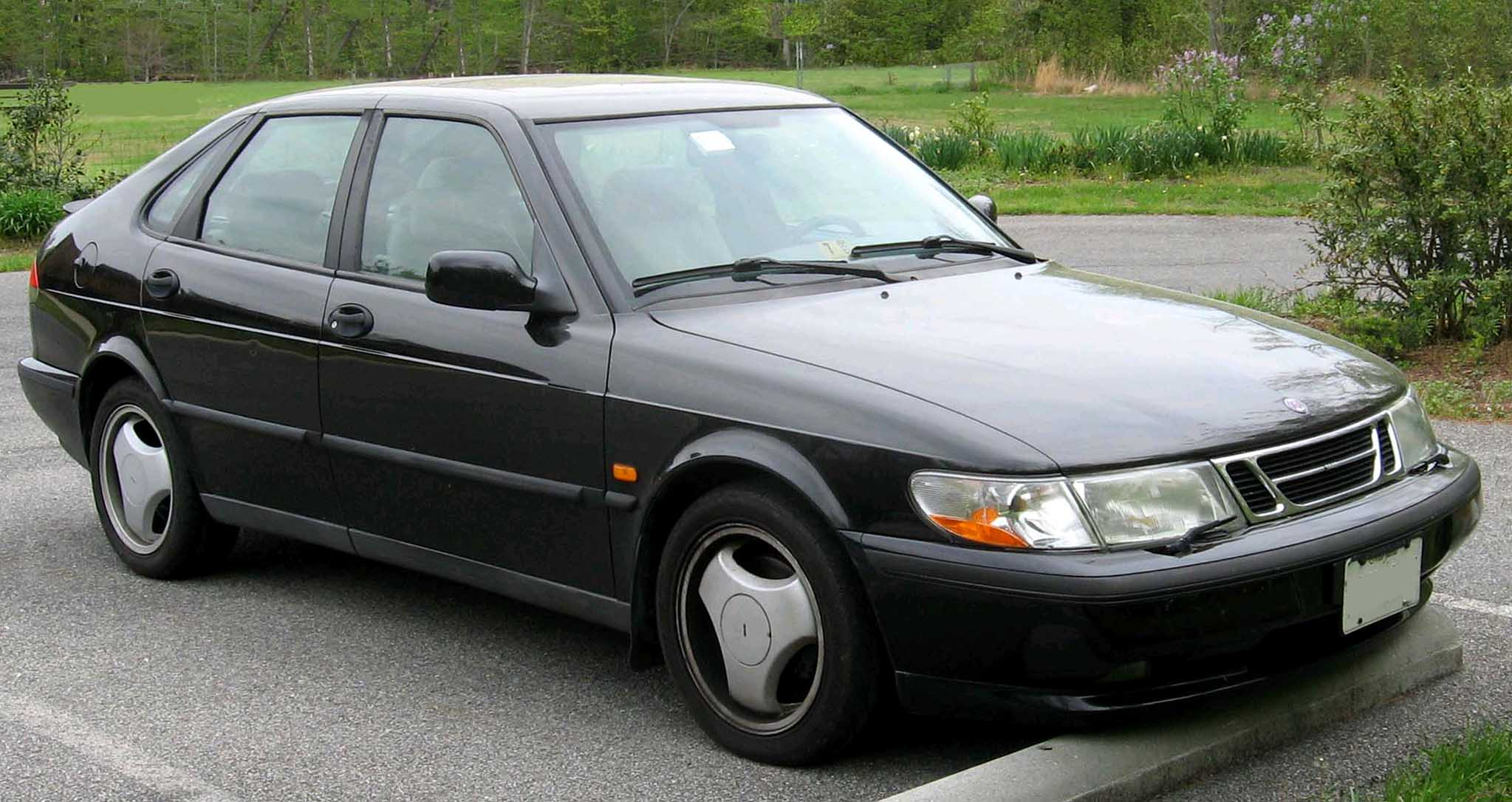
900 Combi Coupé a 5 porte

A seconda dei mercati era disponibile con motorizzazione 2.0 L o 2.3 L , 16 valvole, aspirati o turbo (solo il 2.0) alimentati a benzina. Vi era anche un 2.5 L V6 54° (motore General Motors). La gestione dei motori turbo è affidata all'esclusivo sistema Saab Trionic 5 con Direct Ignition (accensione diretta) ed APC (Automatic Performance Control); i motori aspirati sono gestiti da un'iniezione Bosch Motronic.
A differenza della 900 Classic, i motori sono montati trasversalmente e inclinati di 8° in avanti (2.0 e 2.3); il 2.0 L è lo sviluppo del propulsore della serie precedente, infatti conserva la cilindrata di 1985 cm³; il 2.3 L (2.0 con corsa ed alberi a camme differenti) ha una cilindrata di 2290 cm³. Entrambi sono dei quattro cilindri in linea con 4 valvole per cilindro, doppio albero a camme in testa e due alberi di bilanciamento. Meccanicamente viene riconfermata la trazione anteriore ma si ha la perdita delle sospensioni anteriori a quadrilateri deformabili in favore di sospensioni anteriori di tipo MacPherson, mentre al posteriore abbiamo sospensioni a ponte torcente in luogo dell'assale rigido della precedente serie. Sono state prodotte delle 900 turbo dotate di cambio Sensonic: manovrato come un tradizionale cambio manuale ma in realtà è assente il pedale della frizione in favore dell'elettronica che riesce a controllare il cambio più velocemente di quanto potrebbe fare un "guidatore medio".

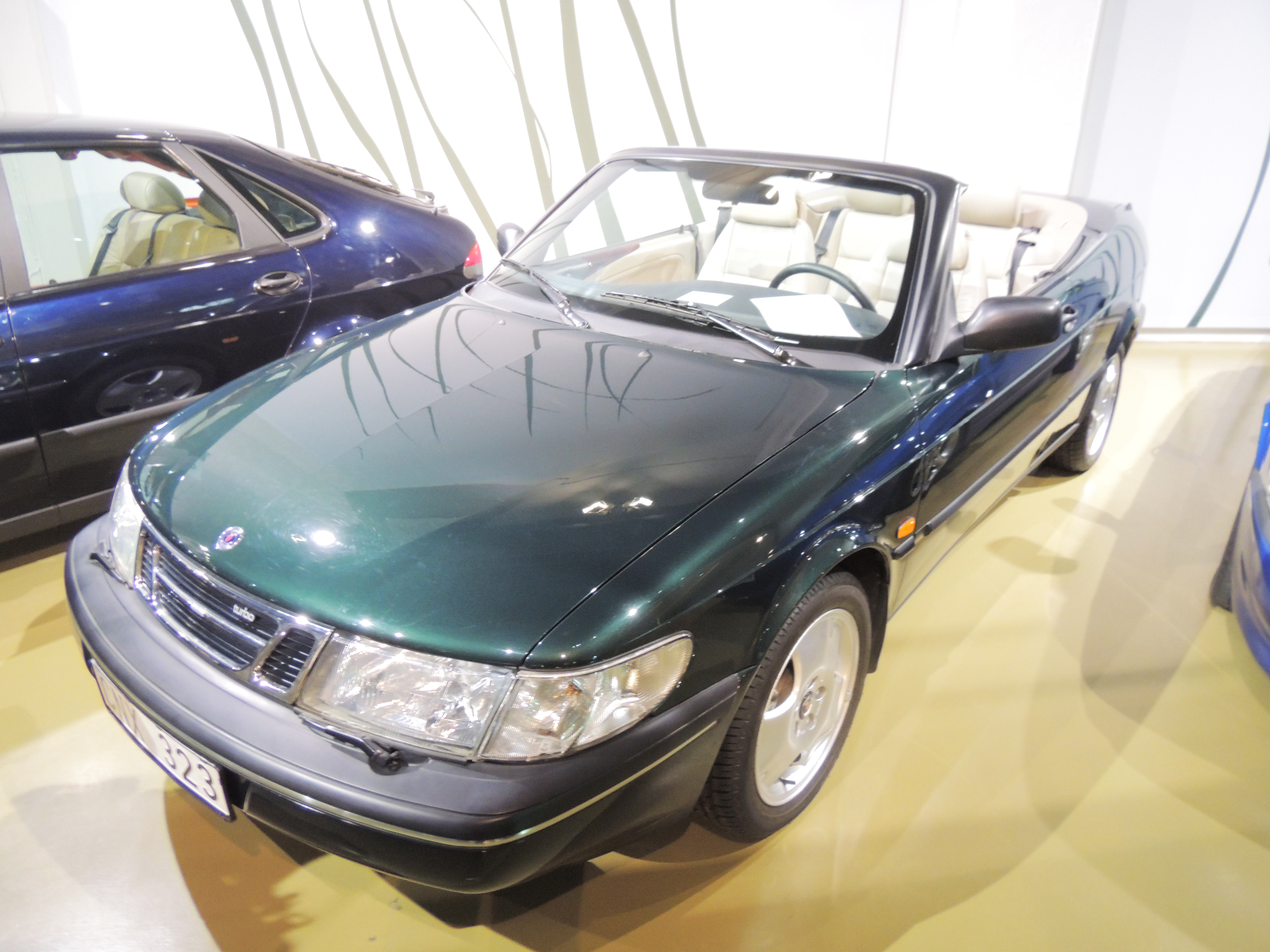
900 Cabriolet

Con la 900 New Generation venne introdotto il Saab Information Display o SID (disponibile con l'allestimento S ed SE) che dà al guidatore informazioni in tempo reale. Attraverso il tocco di un tasto presente sul SID è possibile attivare la funzione (d'ispirazione aeronautica) Black Panel che spegne la maggior parte delle luci e strumenti del cruscotto per eliminare riverberi e distrazioni durante la guida notturna. Quando la funzione è attiva, permette l'eventuale riattivazione anche di un singolo strumento se viene richiesta l'attenzione del guidatore. La dotazione di serie era proporzionale al livello di allestimento, essenziale nella 900i ma ricca nella versione SE con Automatic Climate Control (ACC), interni in pelle, cruscotto rivestito in legno e cerchi in lega. Inalterata la disposizione del blocchetto di avviamento tra i sedili anteriori per motivi di sicurezza: maggior spazio per le ginocchia in caso di impatti frontali e blocco del cambio nella posizione di retromarcia prima di rimuovere la chiave.
A partire dal 1994 alle varianti 3 e 5 porte si è affiancata anche la Cabriolet. Negli anni successivi la gamma non subisce particolari variazioni, se non modifiche di dettaglio agli equipaggiamenti come l’introduzione del tergilunotto e del contagiri anche per la versione base 900i a partire dal 1995.

### Motorizzazioni
| Modello       | Motore | Cilindrata (cm³) | Alimentazione                        | Caratteristiche                         | Potenza         | Coppia (Nm) | Anni di produzione |
| 900 2.0 turbo | B204L  | 1985             | Iniezione e sovralim. Saab Trionic 5 | turbo intercooled, APC, 16 valvole      | 136 kW (185 Cv) | 263         | 1993-98            |
| 900 2.0 i     | B204i  | 1985             | Iniezione Bosch Motronic             | aspirato, 16 valvole                    | 96 kW (130 Cv)  | 177         | 1993-98            |
| 900 2.0 i     | B206i  | 1985             | Iniezione Bosch Motronic             | aspirato, 16 valvole, senza contralberi | 98 kW (133 Cv)  | 180         | 1993-98            |
| 900 2.3 i     | B234i  | 2290             | Iniezione Bosch Motronic             | aspirato, 16 valvole                    | 110 kW (150 Cv) | 205         | 1993-98            |
| 900 2.5 i     | B258i  | 2498             | Iniezione Bosch Motronic             | aspirato, 24 valvole, V6 a 54°          | 125 kW (170 Cv) | 230         | 1993-98            |